# Aleksandr Elizarov
Aleksandr Elizarov (n. 7 martie 1952, Sosnovoborski raion⁠(d), RSFS Rusă, URSS) este un biatlonist ce a reprezentat Uniunea Republicilor Sovietice Socialiste, medaliat olimpic. A participat la o ediție a Jocurilor Olimpice (1976) în care a câștigat o medalie de aur și o medalie de bronz.